# Нов център (Франция)
Вижте пояснителната страница за други значения на Нов център.
Новият център (на френски: Nouveau Centre) е центристка социаллиберална политическа партия във Франция. Основана е през 2007 година при разцепването на Съюза за френска демокрация, лявото крило на който образува партията Демократично движение.